# Register nepremične kulturne dediščine
Register nepremične kulturne dediščine je uradna zbirka podatkov o nepremični kulturni dediščini na območju Republike Slovenije, ki ga vodi Ministrstvo za kulturo Republike Slovenije.

## Zgodovina
Sistem računalniško podprtega registra nepremične kulturne dediščine se je v Sloveniji začel razvijati leta 1991 pod imenom zbirni register dediščine. Leta 1995 je bil sprejet Pravilnik o vodenju zbirnega registra kulturne in naravne dediščine (Uradni list RS, št. 26/95), ki je prva pravna podlaga registra v sedanji obliki. Junija 1996 je bila vzpostavljena eksperimentalna različica registra, ki je kasneje zaživela v polni obliki. Od takrat se v register na podlagi predlogov pristojnih območnih enot Zavoda za varstvo kulturne dediščine Slovenije vpisujejo posamezne enote kulturne dediščine. O vpisu enote v register, njenem izbrisu ali spremembi odloči minister za kulturo.

## Obseg
Z vpisom v register dobi vsaka enota evidenčno številko dediščine (EŠD), ki se uporablja v upravnih in strokovnih postopkih varstva kulturne dediščine. V register nepremične kulturne dediščine vpisujemo vso nepremično kulturno dediščino ne glede na vrsto, tip, obseg, lastništvo ali varstveni status enote. Register se sproti dopolnjuje, po ocenah pa bo v končni obliki vseboval več kot 35.000 enot nepremične kulturne dediščine.

## Pravni režimi varstva dediščine
Z vpisom v register kulturna dediščina še ne pridobi varstvenega režima. 
Ta se določa v drugih postopkih: z razglasitvijo za kulturni spomenik, določitvijo varstvenega območja dediščine ali opredelitvijo varstvenega režima v prostorskih aktih.
- Kulturna dediščina se razglasi za kulturni spomenik. če ta dragoceno prispeva h kulturni raznolikosti, je pomemben del prostora ali dediščine Republike Slovenije ali njenih regij ali predstavlja vir za razumevanje zgodovinskih procesov, pojavov ter njihove povezanosti s sedanjo kulturo in prostorom
- Spomenik državnega pomena z odlokom razglasi Vlada RS, spomenik lokalnega pomena pa predstavniški organ občine.

## Zvrsti nepremične kulturne dediščine
Tabela spodaj prikazuje zvrsti nepremične dediščine, ki jih določa Pravilnik o seznamih zvrsti dediščine in varstvenih usmeritvah
| Zvrst                       | Opis | Podzvrsti |
| Arheološka najdišča         | originalni kraji deponiranja arheoloških ostalin, to so stvari in sledovi človekovega delovanja iz preteklih obdobij, ki so identificirani z ustreznimi strokovnimi postopki                                                                                       | kopenska, jamska, podvodna arheološka najdišča |
| Stavbe                      | eno ali večprostorni grajeni objekti s streho, v katere človek praviloma lahko vstopi in so namenjeni bivanju ali opravljanju dejavnosti. So odraz in primer stopenj gospodarskega, kulturnega, socialnega, političnega, tehnološkega in verskega razvoja.         | gospodarske/proizvodne, javne, poslovne in stanovanjske stavbe, ki spadajo v okvir profanih stavb, ter sakralne stavbe, ki so v osnovi namenjene bogoslužju                                         |
| Parki in vrtovi             | deli odprtega prostora, oblikovani v razmerjih med grajenimi ali oblikovanimi objekti, rastlinjem, vodo in reliefom. Parki in vrtovi so s svojevrstnimi izraznimi sredstvi odraz in primer preteklega oblikovanja odprtega prostora in hortikulturnega znanja.     | parki, vrtovi, drevoredi, alpinetumi, gaji, rozariji, skalnjaki, zeliščni vrtovi in druge vrtnoarhitekturne ureditve                                                                                |
| Stavbe s parki ali z vrtovi | enovite celote oblikovanega odprtega prostora in grajenih objektov | profane stavbe s parki ali z vrtovi in sakralne stavbe s parki ali z vrtovi. |
| Spominski objekti in kraji  | grajeni ali oblikovani objekti in prostori izražanja spoštovanja ter spominjanja na neko osebo, dejavnost, dejstvo, dogodek | domovi pomembnih osebnosti, znamenja, objekti in kraji mrtvih, kraji zgodovinskih dogodkov, preprosti vojaški objekti, kraji spominjanja na človekovo poselitev ali dejavnost.                      |
| Drugi objekti in naprave    | grajeni objekti ali večji predmeti iz več sestavnih delov in služijo tistim človekovim potrebam, ki niso bivanje ali opravljanje dejavnosti v stavbi. So odraz in primer stopenj gospodarskega, kulturnega, političnega in tehnološkega razvoja.                   | delovne naprave, industrijsko/gospodarski objekti, kulturni in vadbeni objekti, objekti transportne infrastrukture, objekti urbane opreme, signalne ter merilne naprave in objekti, zidovi in jarki |
| Naselja in njihovi deli     | prostori trajne človekove poselitve, združujejo bivališča z javnimi objekti, prostori in funkcijami | podeželska, trška in mestna naselja, njihovi deli (trg, četrt, kolonija, ulica) ter druga območja poselitve skupaj s pripadajočimi zemljišči                                                        |
| Kulturna krajina            | del odprtega prostora z naravnimi in grajenimi ali oblikovanimi sestavinami. Kulturna krajina je rezultat součinkovanja človeških in naravnih dejavnikov ter je odraz in primer gospodarskega, kulturnega, socialnega, političnega in tehnološkega razvoja družbe. | kmetijske krajine, poseljene krajine in zgodovinske krajine |
| Ostalo                      | nepremična dediščina, ki je ni mogoče uvrstiti v nobeno od naštetih zvrsti | |